# Primarias del Partido Demócrata de 2008 en Virginia

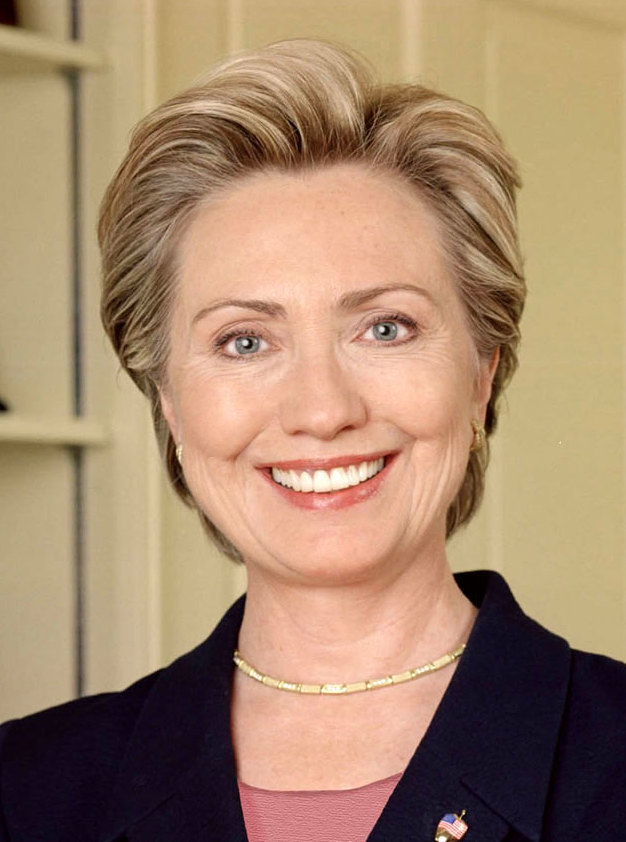
Hillary Rodham Clinton, senadora de los Estados Unidos.

Las Primarias demócratas de Virginia, 2008, fueron el 12 de febrero de 2008, llamadas como las "primarias Potomac" porque el Distrito de Columbia y Maryland también tuvieron sus primarias ese día. Fue una primaria abierta, y competitiva por primera vez desde 1988.  CNN proyectó  a Barack Obama como ganador de Virginia.

## Estrategia de campañas
La campaña de Barack Obama dividió Virginia en 4 regiones en la cual hacer campañas: Northern Virginia, Richmond, Charlottesville, y la región Tidewater en el sureste.  Se espera que el haga un buen papel con los votos independientes, al igual que con los votantes afroamericanos, en la que eran el 25% de los votantes ese día.
La Campaña de Hillary Clinton dijo que se enfocaría más en  los condados Prince William y Loudoun, especialmente las mujeres de edad avanzada con un alto nivel de educación, y también de las personas desempleadas  en Southwest Virginia.

## Resultados
| Candidato       | Votos   | Porcentajes | Delegados |
| --------------- | ------- | ----------- | --------- |
| Barack Obama    | 623,141 | 64.22%      | 54        |
| Hillary Clinton | 347,252 | 35.78%      | 29        |
| Total           | 970,393 | 100%        | 83        |